# 創成川

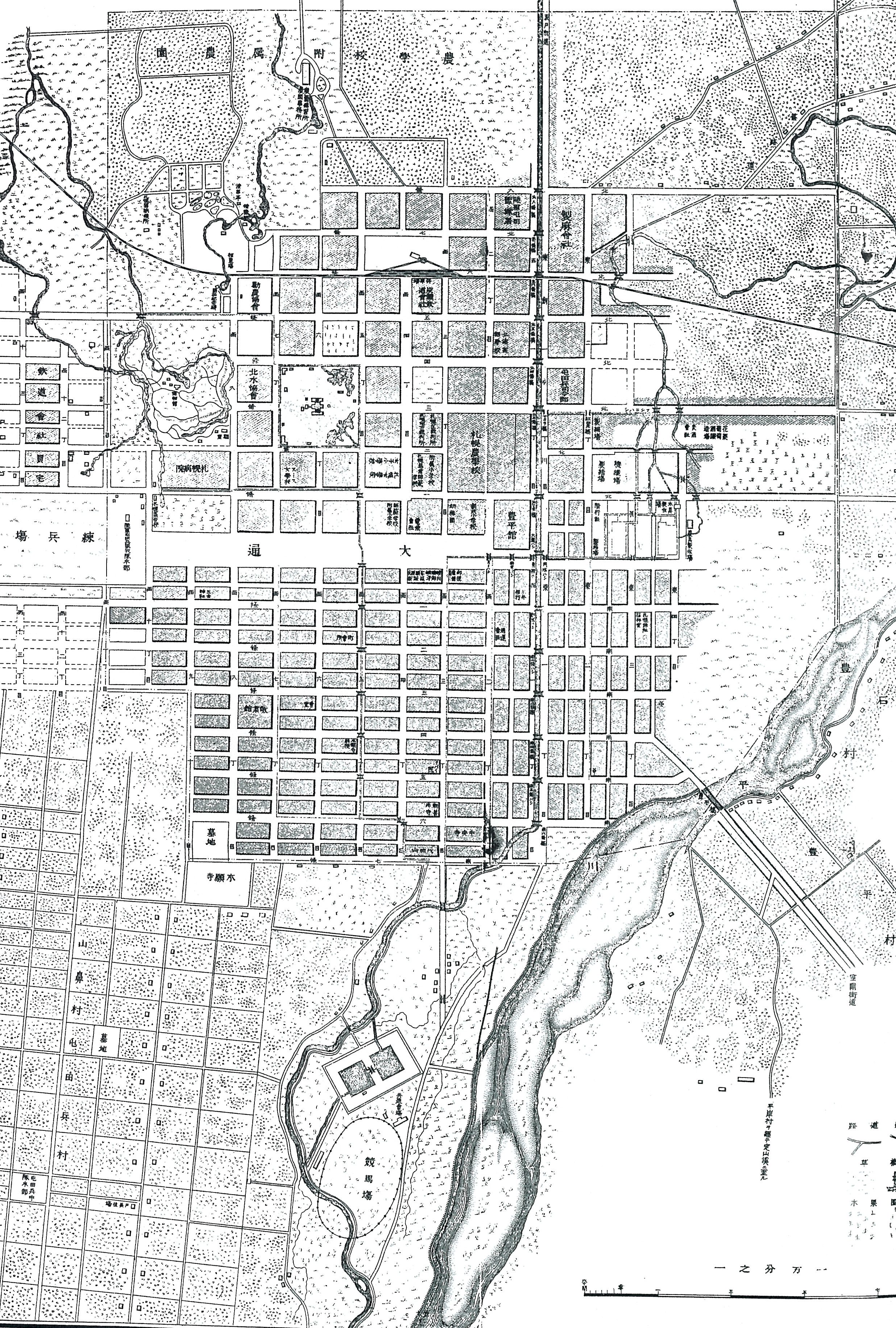
1891年の札幌市街図。市域南部、豊平川より別れた鴨々川が、直線河川の創成川となって市域を貫く。

創成川（そうせいがわ）は、北海道札幌市の中心を流れる石狩川水系伏籠川支流の一級河川に分類される、人工河川である。札幌市を東西に画する起点となっている。江戸時代に「大友堀」として作られ、1874年（明治7年）に「創成川」と改名された。長さ14.2km、流域面積は19.0km2ある。
札幌本府建設の中核となった川であり、また札幌市の防火・風致・下水道の洗浄・灌漑などにも大きな役割を果たしてきた川でもある。

## 流路
幌平橋付近の豊平川から分流して北に向かう。札幌市の中心を流れ、札幌市北区の石狩市との境界付近で伏籠川に合流する。すすきの付近の南7条までの上流約2.5キロは、鴨々川（かもかもがわ）と呼ばれ、流路が蛇行している
。南7条からは流路がほぼ一直線になり、札幌駅付近までの中央区を経て北区と東区の境を流れながら太平駅付近の学園都市線線路を潜り抜ける所までが中流で、そこから先の下流は北区内を流れる。中・下流は幹線道路である創成川通（国道5号、国道231号）が並走し、中流部分は片側4車線の中央分離帯となっている。下流部分は幹線道路が上下線とも右岸を走り、左岸は遊歩道を含む緑化地帯としてポプラなどの樹木が植えられている。

## 歴史

明治時代の掘割。おそらく水運のため拡張した箇所。

1866年（慶応2年）に幕府（箱館奉行石狩役所）の役人・大友亀太郎が札幌村を開く際に開削した用水路・大友堀が前身である。
開拓以前の札幌市付近は豊平川が形成した広大な扇状地であり、豊平川はいくつもの分流を形成していた。大友堀は、現在の南4条西2丁目付近で、胆振川（豊平川分流の鴨々川のさらに分流。現在は暗渠化）から水を引き、北6条の現在のJR札幌駅付近から東に進路を変え(現在の「ファイターズ通り」（旧名は「斜め通り」）がその跡地)、逆Ｓ字を描くように流れたのち、大友の役宅の裏（現在の北13条東16丁目、札幌村郷土記念館の東にある大友公園）で豊平川の旧河道である伏篭川に注ぐものであった。大友堀は、開削当初は単に「用水」又は「用悪水」と呼ばれ、稲作のための用水路としての用途の他、湿地部の悪水（灌漑や飲料に適さない水）を処理するためなどの目的で用いられた。
1869年（明治2年）に開拓使の札幌本府建設が始まると、開拓使役人・佐々木貫蔵の建議により、石狩方面から札幌へ物資を運ぶために大友堀は拡張された。1870年（明治3年）南6条から南3条にかけての上流部には、大岡助右衛門の開削・吉田茂八の請負によって吉田掘が掘られ、鴨々川に付けられた。また、北6条以北の下流部には寺尾秀次郎と木村萬平によって寺尾堀が掘られ、麻生町の裏で琴似川（現在の旧琴似川）に付けられた。なお、寺尾堀は現在の小樽市銭函方面まで延長する計画もあったという。翌1871年（明治4年）に船が航行できるよう拡張し、それと同時に創成橋が架けられた。後にこの橋から名をとって、大友堀は創成川と呼ばれるようになった。1874年（明治7年）には鴨々大水門と2か所の水門を設けてさらに便をはかった。1880年（明治13年）に札幌まで鉄道が通ると、水運は廃止された。
1886年（明治19年）から1890年（明治23年）にかけて、道庁によって、寺尾堀を延長し茨戸まで一直線に北上する現在の下流部が開削された。寺尾堀を含むこの新しい下流部は「琴似新川」とよばれ、当初は琴似川の排水を目的としたものであった。さらに、琴似新川に沿って「茨戸新道」（現在の石狩街道）も開設された。その後も拡張・改修工事は行われ、1897年（明治30年）に完成した。創成川は再び水運に使われたが、札幌 - 茨戸間の落差が大きく、深度が不足したため、パナマ運河式の水門が7つ設けられた。1911年（明治44年）、札幌軌道が札幌 - 茨戸間に馬車鉄道を開通させると、水運は次第に使われなくなった。
また、1887年（明治20年）に札幌に下水道が開設されると、創成川（鴨々川）と鴨々川の分流であった胆振川は排水に利用された。
明治時代に創成川はしばしば溢れたため、大正初年まで毎年治水費を計上して護岸工事を施し、その後も断続的に護岸修繕や河岸の敷地整備等を行った。1925年（大正14年）ごろ北6条以東の旧大友堀の下流部が埋め立てられ、創成川の下流部は琴似新川に一本化された。創成川は1939年（昭和14年）、風致地区に指定されたが、戦時中は荒廃に任せたので、1948年（昭和23年）より臨時復興専門委員会の答申を取り入れて復旧整備にかかり、両岸に街路樹や芝を植えたり、遊歩道を設けるなどをして、景観保持に努めた。
1972年（昭和47年）、札幌オリンピックを契機に、両岸に片側4車線の道路が整備され、同時に2箇所のアンダーパスも設置された。1990年代に入ってから、創成川のアメニティの回復を訴える市民団体により、2つのアンダーパスを連続化し、その地上部を緑化してはどうか、という提案がなされた。これを受けて、札幌市は2004年（平成16年）から「創成川通アンダーパス事業」を実施する。川の両岸（東西）を繋ぎ、水と緑に親しめる交流・憩いの場として、2011年（平成23年）4月に創成川公園がオープンした。
現在、創成川の東河岸周辺では再開発が盛んに行われている。内容については創成川東を参照のこと。

## その他

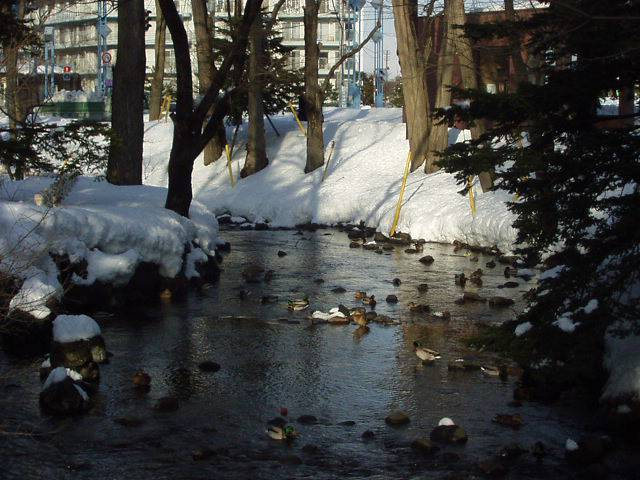
冬の鴨々川。文献にある通り、この写真にもカモが写っている。

- 古い地図と記録によって、創成川付近に今は失われた小さな川や堀が他にいくつかあったことが知られる。
- 創成川の母体となった大友堀の終点付近は、現在は大友公園となっており、公園内には堀を復元した造形が配置されている[5]。また、この付近はかつては公共用地だったため、堀跡は1960年代までそのまま残っていたという[5]。
- 明治期から1950年代にかけては、毎年6月15日に北海道神宮例大祭（札幌まつり）が開かれると、創成川べりの南1条から南6条まで露店や見世物小屋などが出て、多くの見物客で賑わった[1][17]。だが、1959年（昭和34年）にサーカス小屋の火事で、逃げ出したゾウが民家に飛び込む事件が起こったため、以降は創成川べりから祭囃子が遠のくこととなった[17]。
- 創成川は、かつては水量の多い清流として知られており、1960年代までは創成川中流から上流（鴨々川）の周辺に、呉服屋や染物屋が数多く軒を連ねていた[3][18][19]。染物屋が市松模様に染められた色とりどりの友禅を竹竿に引っかけ、川で水洗いしている光景が、日常的に見られたという[3][18][19]。1970年代以降は都市化によって川の汚染が進んだが、鴨々川では1978年頃から町内会や市民有志によるゴミ拾いや草取り、石磨きなどの清掃活動が毎年行われており[3][20]、現在では春と秋の年2回実施されている[21]。また、創成川でもボランティアによるゴミ拾いが定期的に行われている[22]。
- 鴨々川の語源については、京染めをしていたことから京都の鴨川を模したという説、鴨の飛来地であることからそう呼ばれるようになったという説の他、1896年（明治29年）の陸地測量部発行5万分の1地形図「札幌」に「カムム」の名が見えることから、アイヌ語の「カム」（茂る、覆いかぶさるの意）に由来したという説などがある[23]。同川では、1975年（昭和50年）からの河川整備事業で遊歩道などが整備され、毎年5月から10月までは約5千匹のコイが放流されている[3]。また、中島公園には水遊び場も設けられている。近年は渡り鳥のカモが札幌の都心部でも見られるようになり、冬でも凍らない鴨々川で数十羽が越冬している[3]。「鴨々川遊び場」として1985年手づくり郷土賞受賞（ふれあいの水辺部門）[24]。